# Melanotrichus albocostatus
Melanotrichus albocostatus är en insektsart som först beskrevs av Van Duzee 1918.  Melanotrichus albocostatus ingår i släktet Melanotrichus och familjen ängsskinnbaggar. Inga underarter finns listade i Catalogue of Life.